# Basilique de la Sainte-Annonciation-Majeure de Naples
La basilique de la Sainte-Annonciation-Majeure (en italien : Basilica della Santissima Annunziata Maggiore) est une basilique mineure située dans la ville de Naples en Italie, dans le quartier de Pendino.

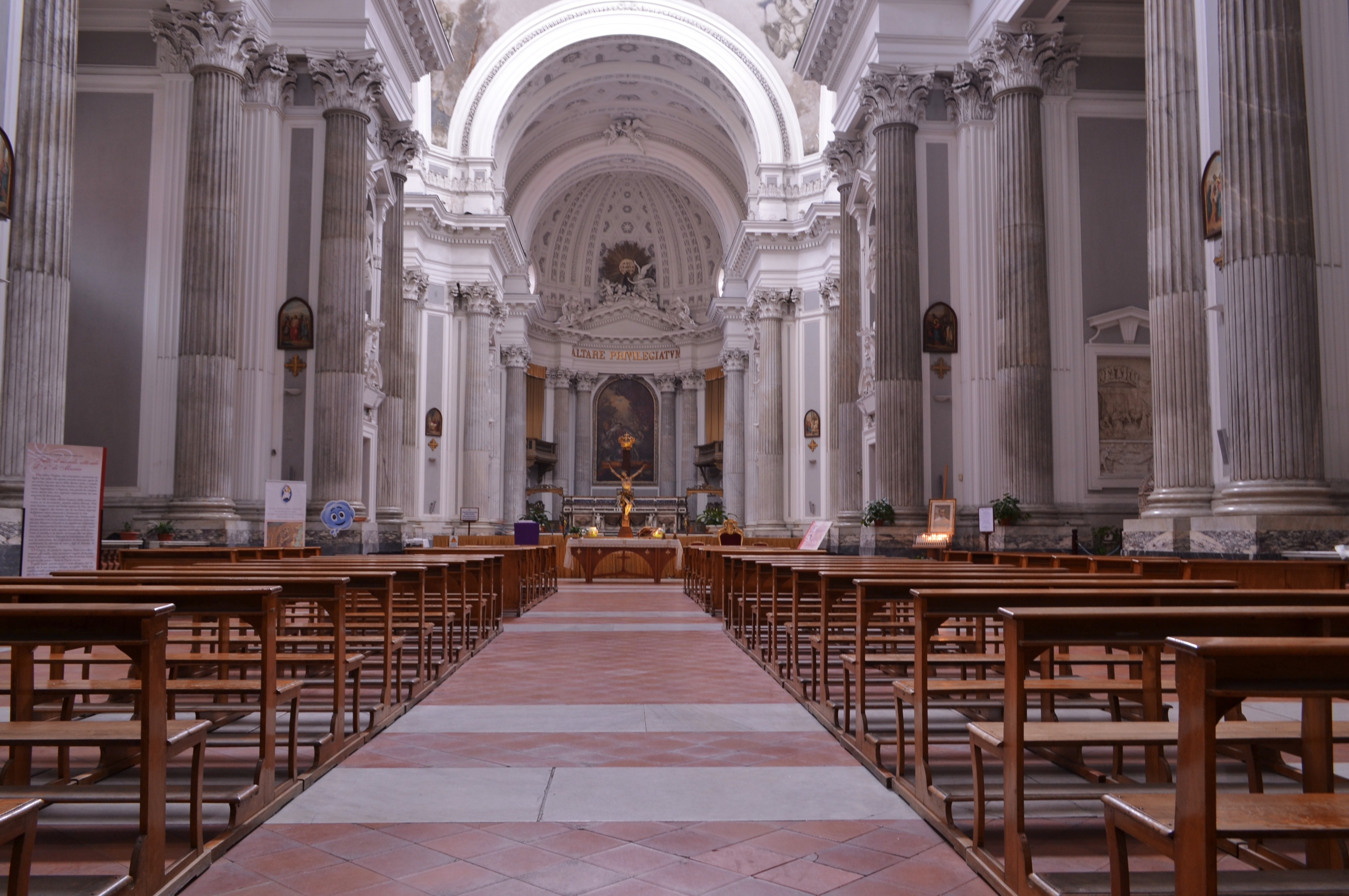
Intérieur de la basilique.
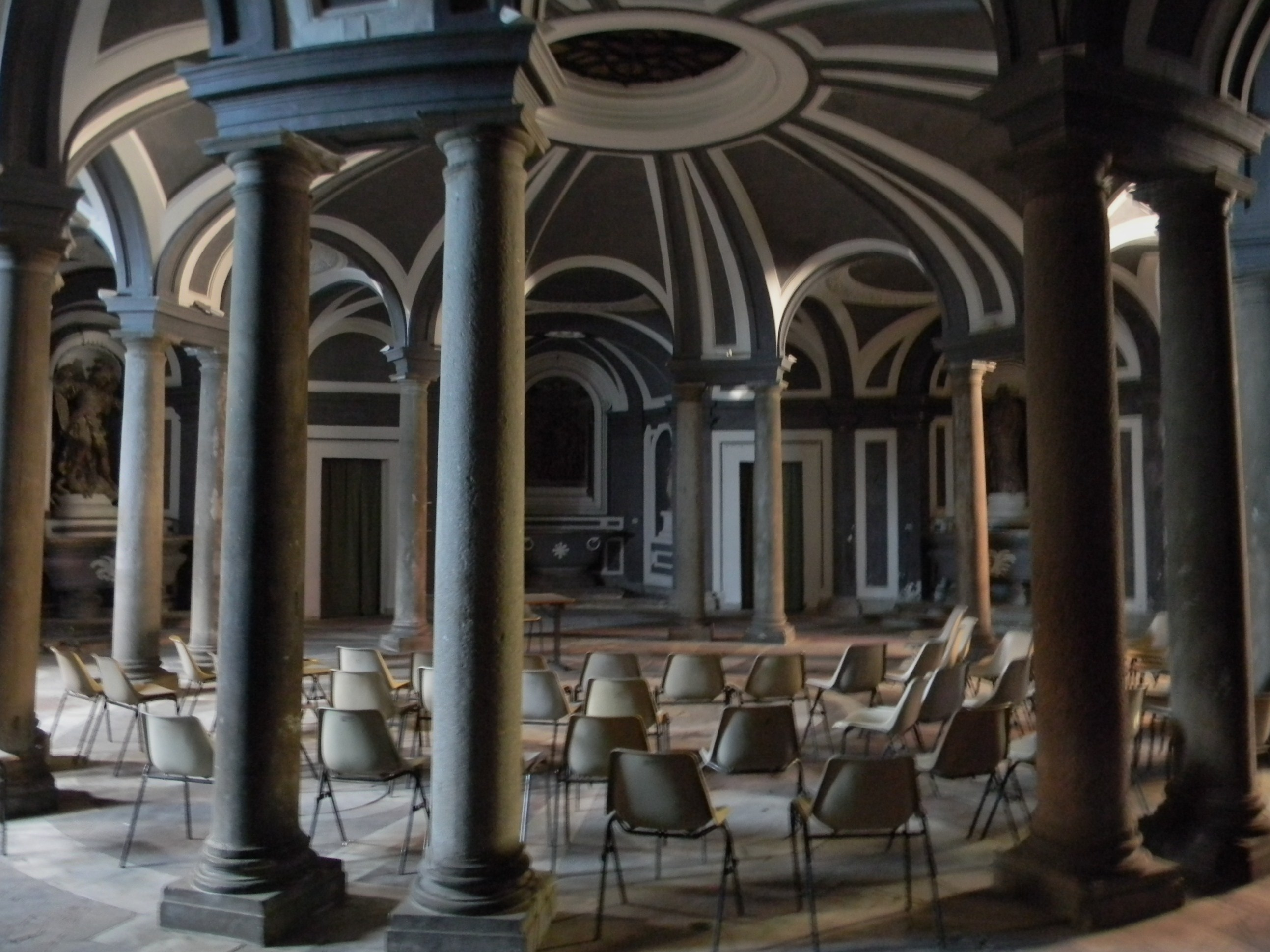
Chapelle succorpo (inférieure).

### Source de la traduction
- (en) Cet article est partiellement ou en totalité issu de l’article de Wikipédia en anglais intitulé « Santissima Annunziata Maggiore, Naples » (voir la liste des auteurs).